# ОШ „Бранко Миљковић” Ниш

Основна школа Бранко Миљковић се налази у нишком насељу Трошарина.

## Историја
Основана је 1965. године као четвороразредно подручно одељење тадашње oсновне школе 21. мај, која се данас назива ОШ Цар Константин Ниш. Добила је име по српском песнику Бранку Миљковићу рођеном у Нишу. Године 1971. је добила нову зграду, а од 1984. године школи припада четвороразредно одељење у Сувом Долу.
Похађа је око 740 ученика. Школа је некада обухватала и популацију месних заједница Делијски вис и Црвена звезда, међутим 1982. године изграђена је основна школа у месној заједници Црвена звезда, те је дошло до измене рејонизације основних школа на овом подручју. Од тада је смањен број ученика у овој школи. У раду школе учествује преко 40 учитеља и наставника.
Од 2014. године, школа сарађује са клиникама Универзитетског клиничког центра у Нишу у пољу образовања деце на дуготрајном лечењу, уз сагласност надлежног министарства. Једина је школа у југоисточном делу Србије са таквим видом наставе.
Данас је ово школа која учествује у многим значајним пројектима негујући толеранцију, еколошку свест и дигиталне компетенције. Добитник је Зелене заставе за екологију и учесник пројекта Еко-школа. У склопу пројекта министарства просвете Енергетска ефикасност, 2019. године су замењени прозори на старом делу зграде школе. Школа је окружена великим двориштем и спортским теренима и бројним зеленим површинама.
Успех ученика на такмичењима је показатељ да су труд и залагање кључни у раду са децом. Под слоганом Путовање кроз знање, школа расте и развија се. Тренутни директор школе је Тијана Ранђеловић, професор српског језика и књижевности.